# Copia este libro
Copia este libro es un ensayo de David Bravo bajo licencia Creative Commons impreso el 7 de junio de 2005 por la editorial Dmem. Trata sobre las redes de paridad (P2P) y la propiedad intelectual especialmente en España, tal como dice el mismo: las redes P2P, los medios de comunicación y su creación de una moral artificial, el canon y la cultura del miedo.
Pese a tener una edición impresa de unos 15.000 ejemplares para toda España, en librerías y quioscos fundamentalmente, una de las polémicas ha sido su venta física y que alimentó una supuesta conspiración en su contra.

## Sinopsis
El ensayo, compuesto de diez capítulos y 144 páginas, trata los aspectos más polémicos de las redes de paridad y la propiedad intelectual, analizando el papel de los medios de comunicación, la industria discográfica o los superventas que fomentan una estrategia basada en el miedo o la mentira, para así hacer frente al avance tecnológico que beneficia a millones de usuarios de Internet y a la sociedad en general. 
Se desmontan las tesis más populares usadas para acusar de criminales y piratas a quienes comparten, difunden sin ánimo de lucro cultura, aportándose datos para avalar la legalidad y los beneficios de esta nueva revolución cibernética.

El beneficio que genera compartir cultura sin limitación es un exiliado en los medios de masas y en las agendas de los gobiernos. Nada o menos que nada importa el hecho de que millones de ciudadanos tengan hoy un acceso a la cultura que hasta ayer solo soñaban. Que se pida que el interés privado no aplaste al interés general o que las empresas se adapten o sometan a esta nueva realidad es un delirio propio de piratas.

Hay capítulos, como el Manual para empresarios forrados y sus defensores: aprende a hablar con un pendejo electrónico, en el que de manera sencilla e irónica se recogen algunas supuestas reflexiones que hay que adoptar frente a argumentos habituales esgrimidos para enfrentarse a la industria y sociedades para la protección intelectual.
Los dos últimos capítulos son un intento de mostrar que existen y debe aplicarse alternativas y modelos nuevos para satisfacer a los consumidores y creadores de cultura, como la renta básica, el uso del copyleft o nuevos modelos de empresa.